# Dei V
David Gerardo Rivera Juarbe (Carolina, 27 de diciembre de 1995), conocido artísticamente como Dei V, es un cantante y compositor puertorriqueño. Su debut discográfico fue en 2021 con su EP Ying Yang, sin embargo su reconocimiento internacional sería recién en 2023 con la canción «¿Quién es Dei V?». En ese año fue nominado a los Premio Tu Música Urbano como top artista trap.
En 2024 lanzó el EP colaborativo titulado Los Marcianos, Vol. 1: Dei V Version junto a los productores Chris Jedi y Gaby Music. A mediados de ese año debutó discográficamente con su primer álbum de estudio ¿Quién es Dei V?.

## Carrera musical del artista
Rivera comenzó su carrera musical en el año 2020, de la mano del sello discográfico Moneywayy, comandado en ese entonces por los artistas Yeruza y Yovngchimi, su primer sencillo fue su versión de «Llegara», canción de Myke Towers. En 2021 lanzó su primer extended play, Ying Yang, sin embargo, tiempo más tarde borró los temas de Spotify para dejarlos únicamente en YouTube, el proyecto contó con 11 sencillos y videoclips. «Quieren ser yo» lanzado en 2022, fue uno de sus primeros temas con un alcance viral.
El 14 de septiembre del año 2023, lanzó el audiovisual del sencillo debut «Quién es Dei v?», obtuvo más de 25 millones de vistas en YouTube en un año. En mayo de ese año estrenó «Trending Remix» en colaboración con Myke Towers.En julio participó en Pacto (Remix), en colaboración con Jay Wheeler, Anuel AA, Bryant Myers, Hades66. El 9 de agosto lanzó «Single», un sencillo donde el artista habla de un amor prohibido, en la canción se ve un cambio de estilo en el artista, similar a su sencillo «Trending». En ese mes también participó en la canción «Gatita Gangster», sencillo del cuarto álbum de estudio Mañana será bonito de la cantante colombiana Karol G.Posteriormente participó en la canción «Diamonds» sencillo del álbum de estudio Estrella del cantante puertorriqueño Mora. En septiembre estrenó el audiovisual del  sencillo debut «Narcotics» en colaboración con Bryant Myers, obtuvo más de 30 millones de vistas en YouTube. En octubre participó en el sencillo «Crush» en colaboración con Sky Rompiendo y Arcángel.
El 13 de febrero de 2024, lanzó su segundo extended play en colaboración con los productores Chris Jedi y Gaby Music titulado Los Marcianos Vol 1. Dei V Version, que consta de cuatro sencillos y una colaboración con Kendo Kaponi en el sencilo «Me Va Kabrxxn».El sencillo promocional del extended play fue «Bad Boy» junto a Anuel AA y Ozuna.  En 2025, publicó su tercer extended play titulado Los Flavorz, conteniendo siete sencillos que contaron con las participaciones de De la Rose, Omar Courtz y Clarent. El proyecto se centró en los géneros trap y reguetón pero también incluyó un título de tech house.

## Estilo musical
El género que abarca el puertorriqueño desde que comenzó su carrera musical es el trap latino con un estilo relajado acompañado de un tempo lento, sintetizadores y letras que hablan de la avaricia, la calle, autos lujosos, dinero y mujeres.Este tipo de estilo se muestra en sencillos del artista como «¿Quién es Dei V?», «Single», «Trending», «Right Thru», entre otros.

## Discografía

### Álbumes de estudio
- 2024: ¿Quién es Dei V?

### EP
- 2021: Yin Yang
- 2024: Los Marcianos Vol.1: Dei V Version (con Chris Jedi y Gaby Music)
- 2025: Los Flavorz

### Sencillos
| Año  | Título                                                             | Álbum                              |
| ---- | ------------------------------------------------------------------ | ---------------------------------- |
| 2020 | «Llegará Underwater»                                               |                                    |
| 2020 | «Hustlin»                                                          |                                    |
| 2021 | «Las cosas han cambiau»                                            |                                    |
| 2021 | «Prende & Pasalo»                                                  |                                    |
| 2021 | «Sudau no regalau» (con Tivi Gunz)                                 |                                    |
| 2021 | «Pasarla bien» (con Sahir)                                         |                                    |
| 2021 | «Gang Shit» (con Ñengo Flow)                                       |                                    |
| 2021 | «Ying Yang»                                                        | Ying Yang                          |
| 2021 | «Dame Lu» (con Omar Courtz)                                        | Ying Yang                          |
| 2021 | «Corazón frio» (con Espano)                                        | Ying Yang                          |
| 2021 | «Pablo & El Chapo» (con Yeruza)                                    | Ying Yang                          |
| 2021 | «Puesto Pal Ticket» (con Yovngchimi y Mathew)                      | Ying Yang                          |
| 2021 | «Se lo que quieres»                                                | Ying Yang                          |
| 2021 | «Suerte» (con JhonLee)                                             | Ying Yang                          |
| 2021 | «Se contradice» (con D. Alexis)                                    | Ying Yang                          |
| 2022 | «Flavorz Freestyle»                                                |                                    |
| 2022 | «Quieren ser yo»                                                   |                                    |
| 2022 | «BNTLY»                                                            |                                    |
| 2022 | «Ying Yang Remix» (con Pusho y Juanka)                             |                                    |
| 2022 | «VVS»                                                              |                                    |
| 2022 | «Dame Lu» (con Omar Courtz, Dalex, Ñengo Flow, Yovngchimi y Brray) |                                    |
| 2022 | «Matricula» (con Chris Jedi y Gaby Music)                          |                                    |
| 2023 | «Trending»                                                         |                                    |
| 2023 | «Right Thru»                                                       |                                    |
| 2023 | «Quién es Dei V?»                                                  |                                    |
| 2023 | «Trending Remix» (con Myke Towers)                                 |                                    |
| 2023 | «Estikei»                                                          |                                    |
| 2023 | «Single»                                                           |                                    |
| 2023 | «Narcotics» (con Bryant Myers)                                     |                                    |
| 2024 | «Bad Boy» (con Anuel AA y Ozuna)                                   | Los Marcianos Vol.1: Dei V Version |
| 2024 | «Perreo lento»                                                     | Los Marcianos Vol.1: Dei V Version |
| 2024 | «Me va kbrxxn» (con Kendo Kaponi)                                  | Los Marcianos Vol.1: Dei V Version |
| 2024 | «Dollar»                                                           | Los Marcianos Vol.1: Dei V Version |
| 2024 | «Barbie»                                                           | Los Marcianos Vol.1: Dei V Version |
| 2024 | «Martini»                                                          |                                    |
| 2024 | «Clima»                                                            |                                    |
| 2024 | «David»                                                            | Quién es Dei V?                    |
| 2024 | «Ticke» (con YOVNGCHIMI)                                           | Quién es Dei V?                    |
| 2024 | «VNKLF» (con Foreign Teck)                                         | Quién es Dei V?                    |
| 2024 | «Hot» (con Lunay)                                                  | Quién es Dei V?                    |
| 2024 | «X2»                                                               | Quién es Dei V?                    |
| 2024 | «Mueve el QLO»                                                     | Quién es Dei V?                    |
| 2024 | «PPV» (con De La Ghetto)                                           | Quién es Dei V?                    |
| 2024 | «Rapido» (con Cris Mj)                                             | Quién es Dei V?                    |
| 2024 | «Bellac@» (con Ryan Castro)                                        | Quién es Dei V?                    |
| 2024 | «Maña»                                                             | Quién es Dei V?                    |
| 2024 | «Martini»                                                          | Quién es Dei V?                    |
| 2024 | «Clima» (con Foreign Teck)                                         | Quién es Dei V?                    |
| 2024 | «Quién es Dei V?»                                                  | Quién es Dei V?                    |
| 2024 | «Narcotics» (con Bryant Myers)                                     | Quién es Dei V?                    |
| 2024 | «Trending Remix» (con Myke Towers)                                 | Quién es Dei V?                    |
| 2024 | «Flavor Spicy»                                                     | Quién es Dei V?                    |

## Premios y nominaciones
| Año  | Premios                  | Categoría        | Resultados | Ref    |
| ---- | ------------------------ | ---------------- | ---------- | ------ |
| 2023 | Premios Tu Música Urbano | Top artista trap | Nominado   | [ 27 ] |